# Christopher Rouse (compositeur)
Pour les articles homonymes, voir Christopher Rouse.
Christopher Chapman Rouse (Baltimore, Maryland, 15 février 1949 – Baltimore, 21 septembre 2019) est un compositeur américain. Il reçoit le Prix Pulitzer pour son Concerto pour trombone et un Grammy Awards pour son Concert de Gaudí, un concerto pour guitare.

## Biographie
Christopher Rouse a étudié avec Richard Hoffmann au Oberlin Conservatory of Music où il est diplômé en 1971. Ensuite, il étudie en privé avec George Crumb jusqu'en 1973. En 1972 et 1973, Christopher Rouse reçoit le BMI Student Composer Awards de la Fondation BMI, et il compléte sa formation avec Karel Husa à l'université Cornell, avec son doctorat en 1977.
Il a ensuite enseigné à l'université du Michigan de 1978 à 1981 et la composition à la Eastman School of Music de 1981 à 2002. Il enseigne également à la Juilliard School depuis 1997 et à plein temps dès 2002. Parmi ses élèves, on peut mentionner Michael Torke, Kevin Puts et Cristina Spinei. 
Il est compositeur en résidence de l'Orchestre de Baltimore (1986–1989) et de 2012 à 2015 à la Philharmonie de New York (The Marie-Josée Kravis Composer-in-Residence). En 2002, Christopher Rouse est élu membre de l'Académie américaine des arts et des lettres et désigné compositeur de l'année 2009 par Musical America.
Christopher Rouse a quatre enfants : Angela, Jillian, Alexandra et Adrian. 
Il meurt âgé de 70 ans à Baltimore.

## Style
Rouse était un compositeur néoromantique. Certaines de ses œuvres étaient principalement atonales (Gorgon, Concerto pour orchestre) tandis que d’autres sont clairement tonales (Karolju, Rapture). Le plus souvent, il cherchait à intégrer des mondes harmoniques tonaux et non tonaux, comme dans ses concertos pour flûte, hautbois et guitare. Toute sa musique a été composée, dans ses mots, "pour transmettre un sentiment d’urgence expressive." Rouse a été célébré pour son orchestration, notamment avec les percussions. Il cite souvent des œuvres d’autres compositeurs (p. ex., sa symphonie no 1, composée en 1986, incorpore des citations de Bruckner et de Chostakovitch),.
Les plus anciennes œuvres de Rouse sont deux brèves pièces pour ensemble de percussion, toutes deux inspirées par des sujets mythologiques : Ogoun Badagris (1976, haïtien) et Ku-Ka-Ilimoku (1978, polynésien) ; une partition pour percussions plus tardive inspirée du percussionisme rock, Bonham a été composée en 1988.
La mort de Leonard Bernstein en 1990 a été la première d’une série de décès qui a laissé une profonde impression sur Rouse, et son concerto pour trombone (1991) a été la première partition de son soi-disant "cycle de la mort," un groupe de pièces qui ont tous servi de réactions à ces décès. Ces partitions commémoraient William Schuman (concerto pour violoncelle, 1992) , le meurtre de James Bulger (concerto pour flûte, 1993),, le compositeur Stephen Albert (symphonie nº 2, 1994) et la mère de Rouse (Envoi, 1995). Après Envoi, il s’est volontairement mis à composer des partitions plus "légères", des œuvres destinées à prendre un casting moins sombre; les pièces de cette seconde moitié des années 1990 comprennent Compline (1996), Kabir Padavali (1997), le Concerto de Gaudí (1999), Seeing (1998), et Rapture (2000).
À partir de 2000, Rouse a créé des œuvres aux ambiances variées, de son épineux concerto pour clarinette (2001) à son rock infusé The Nevill Feast (2003) en passant par son romantique concerto pour hautbois (2004),. La pièce la plus importante de ces années fut son Requiem de quatre-vingt-dix minutes, composé en 2001 et 2002,. Rouse lui-même a qualifié le Requiem de sa meilleure composition. Les principales compositions plus récentes incluaient son concerto pour orchestre (2008), Odna Zhizn (2009),, la symphonie nº 3 (2011), la symphonie nº 4 (2013), Thunderstuck (2013), Heimdall’s Trumpet (un concerto pour trompette, 2012),, le concerto pour orgue (2014), la symphonie nº 5 (2015), le concerto pour bassoon (2017), Berceuse Infinie (2017) et la symphonie nº 6 (2019).
À la fin de 2006, Rouse a composé la pièce Wolf Rounds, qui a été créée à Carnegie Hall le 29 mars 2007.

## Œuvre
Christopher Rouse a dédié plusieurs œuvres à des interprètes réputés, tels Yo-Yo Ma (Concerto pour violoncelle), la guitariste Sharon Isbin (Concert de Gaudí) et Emanuel Ax (concerto pour piano « Seeing »).

### Solos
- Morpheus (violoncelle, 1975)
- Little Gorgon (piano, 1986)
- Ricordanza (violoncelle, 1995)
- Valentine (flûte, 1996)

### Musique de chambre
- Ogoun Badagris (pour percussions, 1976)
- Quattro Madrigali (choir à huit voix, 1976)
- Ku-Ka-Ilimoku (pour percussions, 1978)
- Mitternachtslieder (baryton-basse et ensemble mixte, 1979)
- Rotae Passionis (ensemble mixte, 1982)
- Quatuor pour cordes nº 1 (1982) Composé pour le jeune Quatuor Casella, alors en résidence à l'École de musique Eastman, avec le Quatuor de Cleveland.
- Lares Hercii (violon et clavecin, 1983)
- The Surma Ritornelli (ensemble mixte, 1983)
- Artemis (quintet de cuivres, 1988)
- Bonham (pour percussions, 1988)
- Quatuor pour cordes nº 2 (1988)
- Compline (flute, clarinette, harpe et quatuor pour cordes, 1996)
- Rapturedux (ensemble de violoncelles, 2001)

### Ensemble à vent
- Wolf Rounds (2007)
- Berceuse Infinie (2017)

### Orchestre
- Gorgon (1984) Commande de l'orchestre de Rochester.
- Phantasmata (1981/85)
- Phaethon (1986)
- Symphonie nº 1 (1986, récompense au Kennedy Center par le Friedheim Award en 1988) Composé pour l'Orchestre symphonique de Baltimore. Création en 1988 sous la direction de David Zinman.
- Iscariot (orchestre chambre, 1989) Composé pour l'Orchestre de chambre de Saint Paul et dédié à John Adams
- Concerto pour cordes (orchestre à cordes, 1990)
- Symphonie nº 2 (1994) Commande de Christoph Eschenbach à qui elle est dédiée, pour l'Orchestre Symphonique de Houston.
- Envoi (1995)
- Rapture (2000) Commande de l’Orchestre Symphonique de Pittsburgh et dédiée à Mariss Jansons.
- The Nevill Feast (2003)
- Friandises (ballet, 2005)
- Concerto pour orchestre (2007/08)
- Symphonie nº 3 (2010-2011)
- Prospero's Rooms (2012)
- Supplica (2013)[28]
- Symphonie nº 4 (2013)[29]
- Thunderstuck (2013)[30]
- Symphonie nº 5 (2016)[31]
- Symphonie nº 6 (2019)[32]

### Concertos
- Concerto pour violon (1991)
- Concerto pour trombone (1991, récompensé par le prix Pulitzer de musique en 1993) Commande du Philharmonique de New York pour son 150e anniversaire. Dédié à la mémoire de Leonard Bernstein. Création 1992.
- Concerto pour violoncelle (1992-93)
- Concerto pour flûte (1993) Composé pour Carol Wincenc et l'orchestre symphonique de Detroit.
- Der gerettete Alberich (1997) fantaisie pour percussion et orchestre sur des thèmes de Wagner. Composé pour Evelyn Glennie.
- Seeing (piano, 1998) Dédié à Emanuel Ax.
- Concert de Gaudí (guitare, 1999)
- Concerto pour clarinette (2001) Composé pour Larry Combs et l’Orchestre symphonique de Chicago. Création, 2001, sous la direction de Christoph Eschenbach
- Concerto pour hautbois (2004)
- Heimdall's Trumpet (2011) Création, 2012 par l'Orchestre symphonique de Chicago.
- Concerto pour orgue (2016)
- Concerto pour basson (2018)

### Voix et orchestre
- Karolju (chœur, 1990)
- Kabir Padavali (« Kabir Songbook », soprano, 1997-1998) Composé pour Dawn Upshaw et l'Orchestre du Minnesota. L'œuvre est dédiée par le compositeur à son fils Adrian.
- Requiem (2001-2002) sur commande de l'organisation Soli Deo Gloria en l’honneur du bicentenaire de la naissance d’Hector Berlioz. Création en 2007 par la Los Angeles Master Chorale.

## Prix et distinctions
- Kennedy Center Friedheim Award (en) pour la symphonie no 1 (1988)
- Bourse Guggenheim (1990)
- Prix Pulitzer pour le concerto pour trombone (1993)
- American Academy of Arts and Letters award (1993)
- DuPont Award (2001)
- Grammy Awards pour le concerto de Gaudi, meilleure composition de musique classique contemporaine en 2002

## Discographie
- Iscariot, Concerto pour clarinette, Symphonie no 1 - Orchestre philharmonique de Stockholm, dir. Alan Gilbert (janvier 2005 / mars 2006, BIS CD-1386)
- Seeing, Kabir Padavali - Albany Symphony, dir. David Alan Miller (février/juin 2013, Naxos 8.559799)
- Odna Zhizn, Symphonies 3 & 4, Prospero’s Rooms - New York Philharmonic, dir. Alan Gilbert (concerts, 2010–2014, SACD Dacapo 8.226110)